# Haplophthalmus danicus
Haplophthalmus danicus är en kräftdjursart som först beskrevs av Gustav Budde-Lund 1879.  Haplophthalmus danicus ingår i släktet Haplophthalmus och familjen Trichoniscidae. Arten är reproducerande i Sverige.

## Underarter
Arten delas in i följande underarter:
- H. d. transsilvanicus
- H. d. virescens
- H. d. tauricus
- H. d. rufus
- H. d. danicus
- H. d. bagnalli
- H. d. armenius

## Bildgalleri

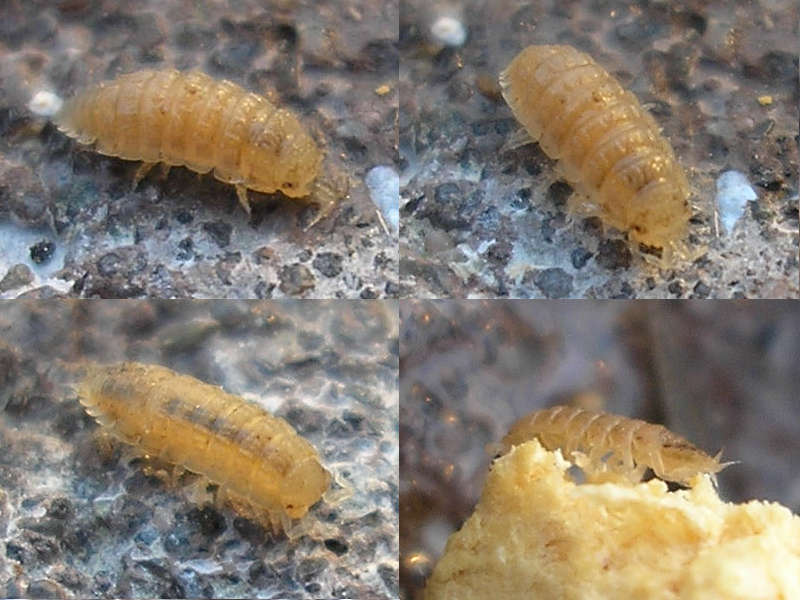